# معاهدة الفضاء الخارجي
معاهدة الفضاء الخارجي، والمعروفة رسميا باسم معاهدة المبادئ المنظمة لأنشطة الدول في ميدان استكشاف واستخدام الفضاء الخارجي، بما في ذلك القمر والأجرام السماوية الأخرى، وهي المعاهدة التي تشكل أساس القانون الدولي للفضاء. وبدأت المعاهدة بتوقيع ثلاث دول الولايات المتحدة الأمريكية، والمملكة المتحدة، والاتحاد السوفيتي في 27 يناير 1967، ودخلت حيز النفاذ في 10 أكتوبر 1967. وانضمت 117 دولة إلى المعاهدة حتى 23 مايو 2025، بينما 27 وقعت على المعاهدة لكنها لم تكمل بعد التصديق.

## النقاط الأساسية

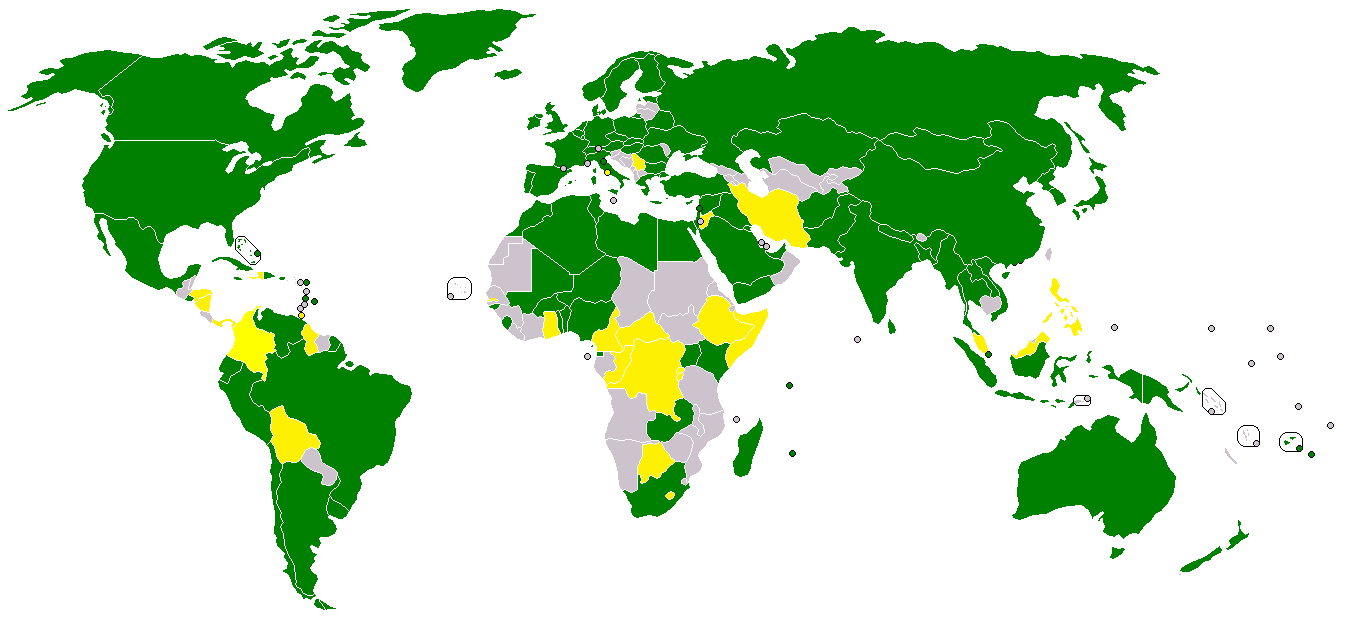
وقعت وصادقت
وقعت فقط

معاهدة الفضاء الخارجي تمثل الإطار القانوني الأساسي لقانون الفضاء الدولي. من بين مبادئه، حظر على الدول والأطراف في المعاهدة من وضع أسلحة نووية أو أي أسلحة أخرى من أسلحة الدمار الشامل في مدار الأرض، أو تثبيتها على سطح القمر أو أي جرم سماوي، أو محطة فضاء. أي أنها تحد حصرا على استخدام القمر والأجرام السماوية الأخرى للأغراض السلمية ويحظر صراحة استخدامها لاختبار أسلحة من أي نوع، أوإجراء مناورات عسكرية، أو إنشاء قواعد عسكرية ومنشآت وتحصينات.ومع ذلك، فإن المعاهدة لا تحظر نشر الأسلحة التقليدية في المدار. المعاهدة تنص أيضا على أن القيام باستكشاف الفضاء الخارجي يجب أن يكون لمنفعة جميع البلدان ويجب أن يكون مجانيا للاستكشاف والاستخدام من قبل جميع الدول.
وتحظر المعاهدة صراحة أي حكومة من المطالبة بالموارد السماوية مثل القمر أو الكواكب، لأنها هي تراث مشترك للبشرية. ينص البند الثاني من المعاهدة على أن «الفضاء الخارجي، بما في ذلك القمر والأجرام السماوية الأخرى، لا يخضع للتملك الوطني بادعاء السيادة، عن طريق استخدامه أو احتلاله، أوالسيطرة عليه بأي وسيلة أخرى». ومع ذلك، فإن الدولة التي تطلق مركبة فضائية تحتفظ بحق السيطرة عليه. والدول أيضا مسؤولا عن الأضرار التي تحدثها المركبات الفضائية، ويجب تجنب تلويث الفضاء والأجرام السماوية.

## المسؤوليات
تتعامل المادة السادسة من معاهدة الفضاء الخارجي مع المسؤولية الدولية، مشيرةً إلى أن «أنشطة الهيئات غير الحكومية في الفضاء الخارجي، بما في ذلك القمر والأجرام السماوية الأخرى، يشترط الاذن والإشراف المستمر من جانب الدولة الموقعة على المعاهدة» وأن الدول الأطراف تتحمل المسؤولية الدولية عن الأنشطة الفضائية الوطنية سواء التي تقوم بها الهيئات الحكومية أو غير الحكومية.
تم إدراج شرط التشاور في المادة التاسعة من معاهدة الفضاء الخارجي، بعد المناقشات الناشئة عن مشروع غرب فورد: "إن الدول الموقعة على المعاهدة والتي لديه سبب للاعتقاد بأن النشاط أو التجربة التي تعتزم دولة أخرى القيام بها في الفضاء الخارجي، بما في ذلك هل القمر والأجرام السماوية الأخرى، يتسبب في حدوث تداخل مع الأنشطة التي قد تكون ضارة في مجال استكشاف والاستخدام السلمي للفضاء الخارجي، بما في ذلك القمر والأجرام السماوية الأخرى، يجب أن تقوم بالتشاور بشأن النشاط أو التجربة.

## اللواحق
- كان الهدف من إتفاقية القمر لعام 1979 لتكون متابعة لمعاهدة الفضاء الخارجي، لكنها فشلت في أن تصادق عليها أي دولة ترتاد الفضاء.
- كل من المحافظة على معاهدة الفضاء وقانون الفضاء ومحاولة التوسع على حظر الأسلحة في الفضاء، وفرض حظر على جميع الأسلحة، بدلا من أسلحة الدمار الشامل النووية فقط، ولكن على حد سواء حتى الآن حققت نجاحا ضئيلا.